# 1583
| 1583               |
| ------------------ |
| Dødsfald - Fødsler |
|                    |

| Gregoriansk kalender | 1583 MDLXXXIII          |
| Ab urbe condita      | 2336                    |
| Armensk kalender     | 1032 ԹՎ ՌԼԲ             |
| Kinesiske kalender   | 4279 – 4280 壬午 – 癸未 |
| Etiopisk kalender    | 1575 – 1576             |
| Jødisk kalender      | 5343 – 5344             |
| Hindukalendere       |                         |
| - Vikram Samvat      | 1638 – 1639             |
| - Shaka Samvat       | 1505 – 1506             |
| - Kali Yuga          | 4684 – 4685             |
| Iransk kalender      | 961 – 962               |
| Islamisk kalender    | 991 – 992               |

Konge i Danmark: Frederik 2. – 1559-1588

## Begivenheder
- 1. januar - Tyskland og Schweiz indfører den gregorianske kalender
- 5. august - Sir Humphrey Gilbert grundlægger den første engelske koloni i Nordamerika ved St. John's, Newfoundland
- Bakken bliver grundlagt

## Født
- hertug Albrecht von Wallenstein, kejserlig general og feltmarskal i Trediveårskrigen (død 1634).